# Binsenweisheit
Als Binsenweisheit oder Binsenwahrheit wird ein Gemeinplatz oder eine allgemein bekannte Information bezeichnet, besonders, wenn zum Ausdruck gebracht werden soll, dass eine als interessant vorgetragene Erkenntnis keinen besonderen materiellen Wert hat, keine Neuigkeit darstellt oder keinen Wissenszuwachs bringt.
Der Begriff spielt auf die weite Verbreitung der Binsen (Gräser) an sowie auf ihre einfache, knotenlose Form. So gab es bereits im Lateinischen die Wendung: nodum in scirpo quaerere („Stengelknoten auch an der Binse suchen“), wenn jemand an einer simplen Feststellung herumdeuteln wollte.
Das Gleichnis findet sich bereits im Altgriechischen, wo es eine Ursprungssage gibt: König Midas hatte seinem Barbier verboten, weiterzuverbreiten, dass ihm Eselsohren gewachsen seien, die er unter seinen Haaren verberge. Doch der Barbier konnte das Geheimnis nicht für sich behalten und rief es in ein Erdloch. Die Binsen aber, die dort wuchsen, flüsterten es weiter (als Beobachtung des leisen Rauschens wehender Binsen), bis alle Binsen davon sprachen und alle Welt es wusste – es zur „Binsenwahrheit“ geworden war.
Eine weitere Deutung lieferte Ende des 19. Jahrhunderts Adolf Kußmaul. In seinen Jugenderinnerungen eines alten Arztes nimmt er Bezug auf den „Heidelberger Binsenbub“. Dieser schnitt und verkaufte die für das Reinigen von Pfeifenrohren benötigten Binsen und galt den Studenten als Urbild geistiger Behinderung. Sie nannten Wahrheiten, die sogar der Binsenbub verstand, „Binsenwahrheiten“.